# خواص إلكترونيات

خواص دايود عند درجات حرارة مختلفة .(تغير التيار بتغير الجهد.)

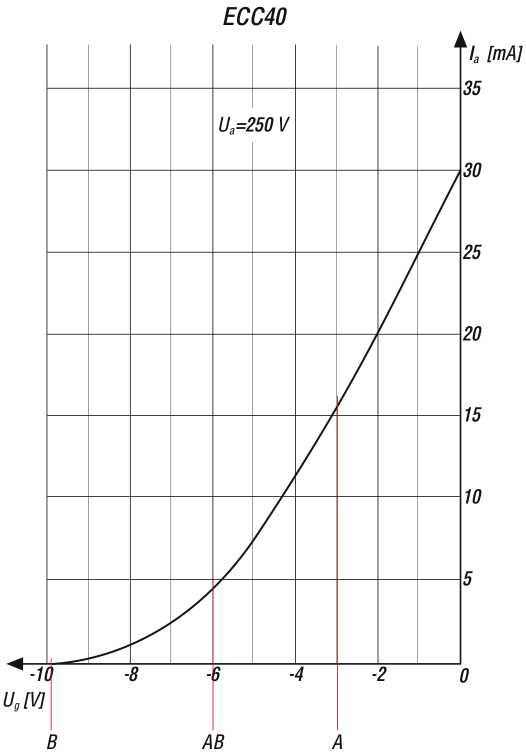
خواص صمام ثلاثي عند نقاط تشغيل مختلفة (تغير تيار الأنود بتغير جهد الشبكة عند ثبات جهد الأنود (جهد الأنود 220 فولط).أحسنهم هي نقطة التشغيل A لأنها في منطقة خطية من المنحى.

ترسم  خواص الإلكترونيات (بالإنجليزية: Characteristics) في أشكال بيانية لخاصتين لعنصر إلكتروني مثل تغير التيار وعلاقته بتغير الجهد في ترانزستور أو لصمام ثلاثي وغيره أو لجهاز . يعطى المنحنى البياني العلاقة بين تغير تيار المصب للترانزستور  مع تغير جهد المصب عند جهد معين لجهد البوابة . أو يعطي تغير تيار الأنود بتغير جهد الأنود في صمام ثلاثي عند جهد ثابت للشبكة.
يعطي مصنع العنصر الإلكتروني تلك المواصفات للمشتري والمستخدم لكي يختار على أساسها طريقة استخدامه . تلك الخواص البيانية تكون عادة لعدد من الجهود الثابتة لجهد الشبكة في الصمام الثلاثي مثلا أو لجهد البوابة في ترانزستور  (أنظر الشكل).
في الإلكترونيات تصف تلك المنحنيات البيانية سلوك القطعة الإلكترونية أثناء العمل ، وهي تساعد على اختيار نقطة التشغيل .
يختار مستخدم القطعة الإلكترونية نقطة التشغيل على أساس تلك الخواص البيانية التي يعطيها له المصنع.
كما أنها تحدد مدى استفادة الجهاز من الطاقة التي يستهلها ، وكمية الطاقة المشتتة ، وتعطي شكل الإشارات الناتجة ، هل هي متناظرة مع الإشارات الداخلة أم يلحقها  تشويه ؟
يهتم المستخدم أن تكون الخواص خطية حتى تنتج إشارات متناظرة . كما أن تحليل عملها بالرياضيات يساعده على استنباط سلامة عملها من عدمه .
يمكن للمصنع أن يعطي تلك الخواص للعناصر الإلكترونية المستخدمة في الضبط والتضخيم في هيئة جداول لتوضيح عملها في دوائر إلكترونية أو كهربائية كبيرة. أمثلة على ذلك بيانات محرك احتراق داخلي أو في الخطوط البيانية لثنائي حراري لقياس درجة الحرارة .
ويمكن تعيين المنحنيات البيانية لعنصر مثل مقاومة أو مكثف معمليا بواسطة أوسيلوسكوب . كما يمكن اختبارها في دوائر كبيرة لفحص  عما إذا كانت تعمل جيدا أم لا.

## مواصفات ترانزستور

شكل 3:I–V characteristics of n-channel JFET.
يتغير جهد المصب Vdsمن 0 إلى 30 فولط (المحور الأفقي) ، Ids تغير تيار المصب (المحور الرأسي).

يعطي مصنع الترانزستور مواصفات الترانزستور التي على أساسها يقوم المستخدم باستخدام الترانزستور. وتكون تلك  المواصفات والبيانات في أشكال منحنيات  بيانية أو في شكل جداول .
الشكل 3:
إلى اليسار يعطي مواصفات الترانزستور في شكل بياني التي يعطيها المصنع  للمستهلك لاختيار نقطة التشغيل المناسبة للدائرة التي يرغبها . الرسم البياني إلى اليمين يوضح تغير التيار بين المصب والمصدر (الرأسيIds) بتغير جهد المصب (المحور الأفقيVds) وذلك عند قيم مختلفة لجهد الانحياز (جهد البوابة Vgs) .
بالتفصيل نجد الآتي:
- عندما يكون جهد البوابة Vgs  صفرا نجد أن تيار المصب يزداد أولا بزيادة جهد المصب Vd ويكون هذا التزايد تزايدا خطيا تقريبا . ثم يصل تيار المصب إلى مستوى التشبع ، حيث لا يتزايد تيار المصب رغم تزايد جهد المصب  (المنطقة الأفقية للتيار) . نقطة التقاء منطقة الزيادة الخطية مع منطقة التشبع عندما يكون جهد البوابة صفرا تسمى نقطة انحصار     Pinch-off Vp .
- الآن  وصلنا جهدا سالبا إلى البوابة Vgs1 . ونبدأ بتغيير جهد المصب Vd بالتدريج ابتداء من الصفر . عندئذ يتزايد تيار المصب تزايدا يكاد يكون خطيا بتزايد جهد المصب ، ويصل إلى منطقة التشبع ، إلا أن منطقة التشبع تبقى أسفل من منطقة التشبع السابقة عندما كان جهد البوابة مساويا للصفر.
- ثم عدنا واوصلنا البوابة بجهد سالب Vgs2 حيث  Vgs2 <  Vgs1  . نجد أن تيار المصب يتزايد أولا بتزايد جهد المصب Vd في منطقة تزايد خطي . ثم يصل تيار المصب إلى التشبع ، ولا يزداد في تلك المنطقة رغم زيادة جهد المصب .
- وكررنا الخطوات  بزيادة جهد البوابة Vgs4 السالب ، حتى وصلنا إلى منطقة لا يمر فيها تيار المصب ويتوقف (الخط الأحمر Channel off). يحدث هذا التوقف لتيار المصب لأن Vgs4 < Vp .

تلك هي مواصفات الترانزستور الكهربائية وعلى أساسها يتم استغلاله في الاستخدام السليم .
الرسم البياني إلى اليسار: هو ترجمة للخطوات التي قمنا بها لتعيين خواص الترانزستور ، فهو يعطي تغير تيار المصب Id بتغير جهد البوابة Vgs . 
أيضا هنا لا يمر تيار  بين المصب والمصدر Id طالما كان جهد البوابة   Vgs4 < Vp  أقل من «جهد الانحصار» Vp.
نقطة التشغيل  :
يمكن الآن اختيار نقطة التشغيل  على أي من  الرسمين البيانيين . وللوهلة الأولى يمكن اختيار النقطة الوسطية بوضع جهد البوابة عند  Vgs2 (الشكل 3). فعند توصيل إشارة من البوابة (متراكبة على جهد البوابة Vgs2 ) ، فهي تعمل على تغير تيار المصب Id بين Vgs1 و  Vgs3  ، وتخرج تلك الإشارة مضخمة و متناظرة  عند المصب .  فإذا كان اختيارنا لنقطة التشغيل سليما (مثل: Vds = 20 فولط ، Vgs = -2 فولط ( إذا كانت Vp =-4 فولط )  ، خرجت إشارة عند المصب  مناظرة للإشارة الداخلة ولكنها تكون أكبر منها كثيرا.
نعتمد عند اختيار نقطة التشغيل عادة على الرسم البياني اليساري ، ذلك لأن في وسعه أيضا بيان اعتماد خواص الترانزستور على درجة الحرارة .

## تاثير درجة الحرارة
الشكل 4 : 

شكل 5:اختيار نقطة التشغيل R_{S} لمعادلة تأثير درجة الحرارة وانتاج إشارة مضخمة غير مشوهة.

يبين الشكل 4 تغير تيار المصب-المصدر  بتغير جهد البوابة في ترانزستور. في هذا الشكل نرى  تأثير درجة الحرارة على المنحنى وبالتالي تأثير درجة الحرارة على نقطة التشغيل . هذا الرسم البياني يساعد على اختيار نقطة التشغيل  بحيث تنتج عن المخرج (المصب) إشارات مكبرة نظيرة لإشارات (صغيرة)  ندخلها عن طريق  البوابة .